# St. Remigius (Leidingen)

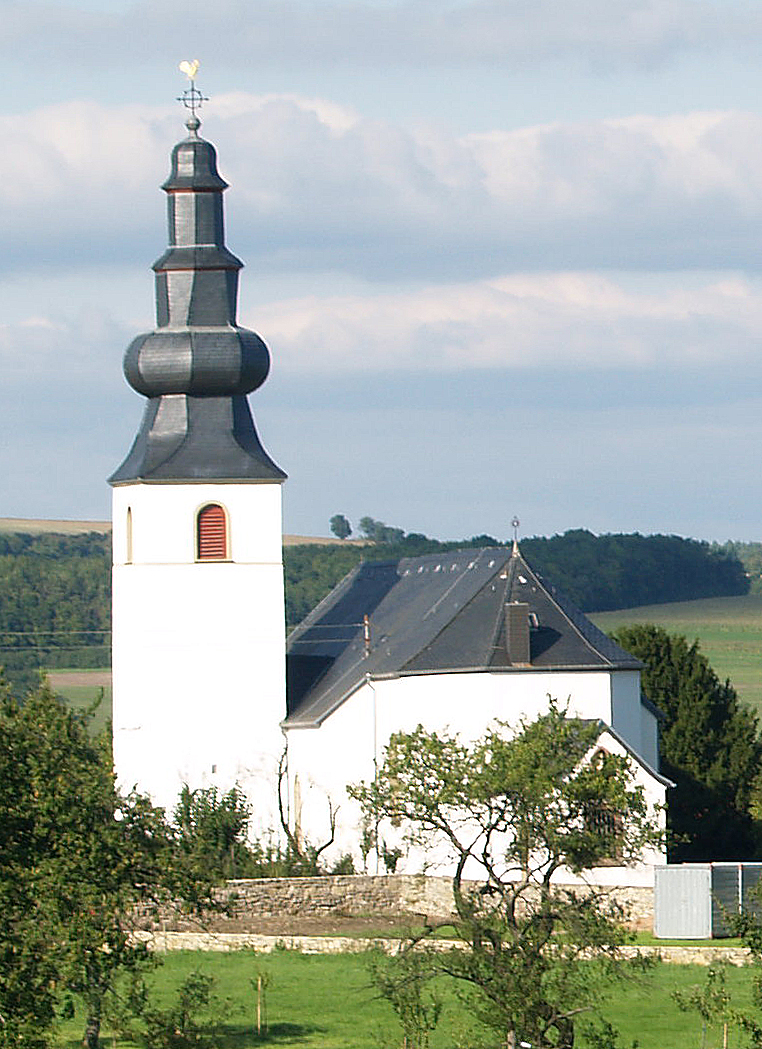
Die katholische Pfarrkirche St. Remigius in Leidingen

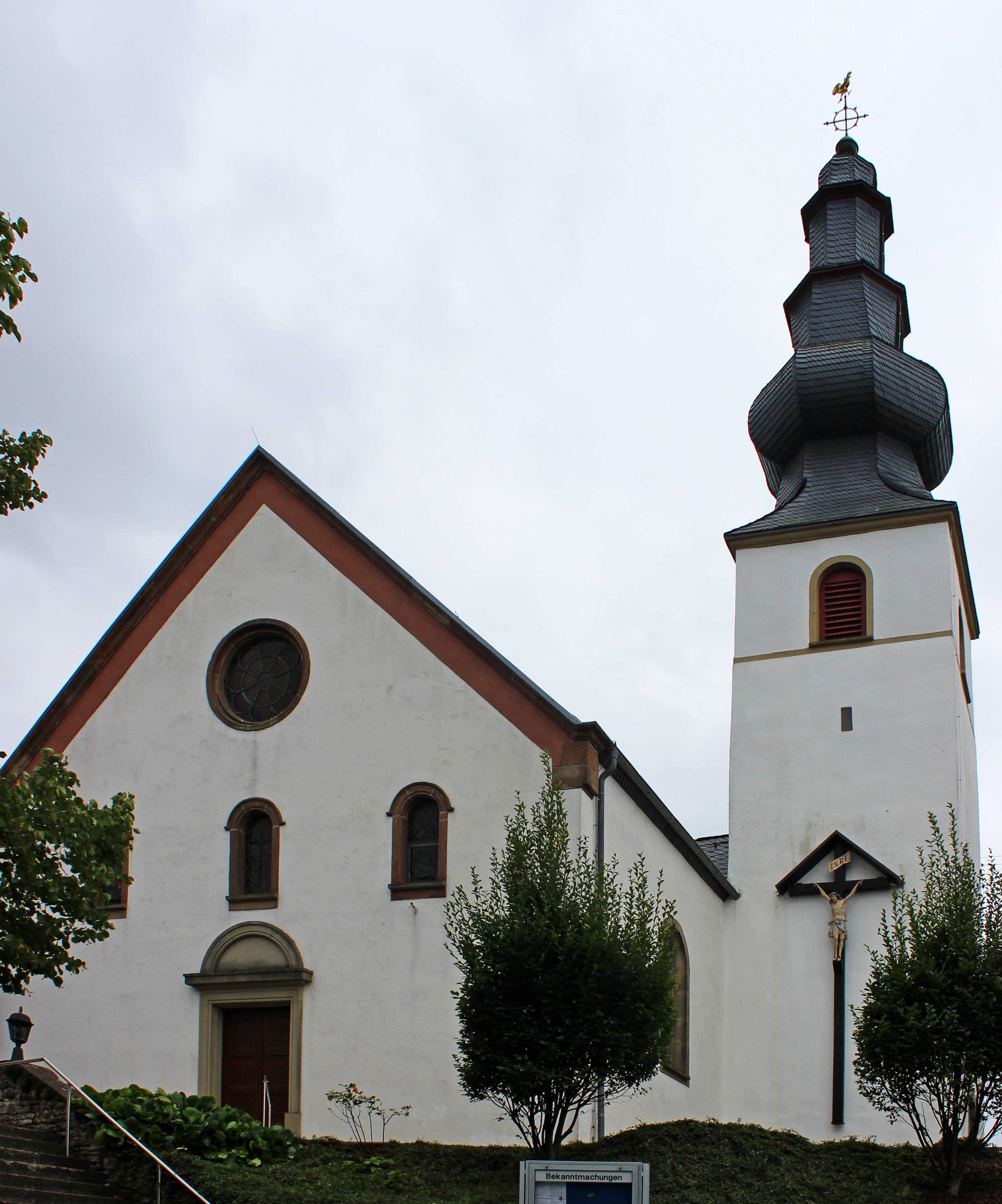
Weitere Ansicht der Kirche

Die Kirche St. Remigius ist eine dem heiligen Remigius gewidmete katholische Kirche in Leidingen, einem Ortsteil der Gemeinde Wallerfangen, im saarländischen Landkreis Saarlouis. In der Denkmalliste des Saarlandes ist die Kirche als Einzeldenkmal aufgeführt.

## Geschichte
Die Vorgängerkirche des heutigen Gotteshauses war im 16. Jahrhundert zu klein geworden. Der Innenraum hatte wohl nur ein Maß von vier mal acht Metern. Aus diesem Grund wurde im Jahr 1530 eine Vergrößerung vorgenommen, bei der auch ein neuer Kirchturm errichtet wurde, der noch heute steht. Außerdem wurde bei der Baumaßnahme die Ost-Ausrichtung der Kirche, mit Turm im Westen, in eine nach Süden geändert, bei der der Turm nun seitlich am Kirchenschiff angefügt ist.
Im Jahr 1742 wurde das komplette Kirchenschiff erneuert, und der Turm erhielt seine heutige Haube.
Bis zum Jahr 1936 wurde die Kirche St. Remigius auch von den Bewohnern des französischen Ortsteils Leiding (durch Leidingen verläuft die Staatsgrenze zwischen Deutschland und Frankreich) genutzt. Im französischen Teil wurde im Jahr 1939 eine eigene der heiligen Johanna von Orléans (Jeanne d’Arc) gewidmete Kirche eingeweiht.
In den Jahren zwischen 1945 und 1955 wurde die Kirche einer Restaurierung unterzogen.

## Architektur und Ausstattung

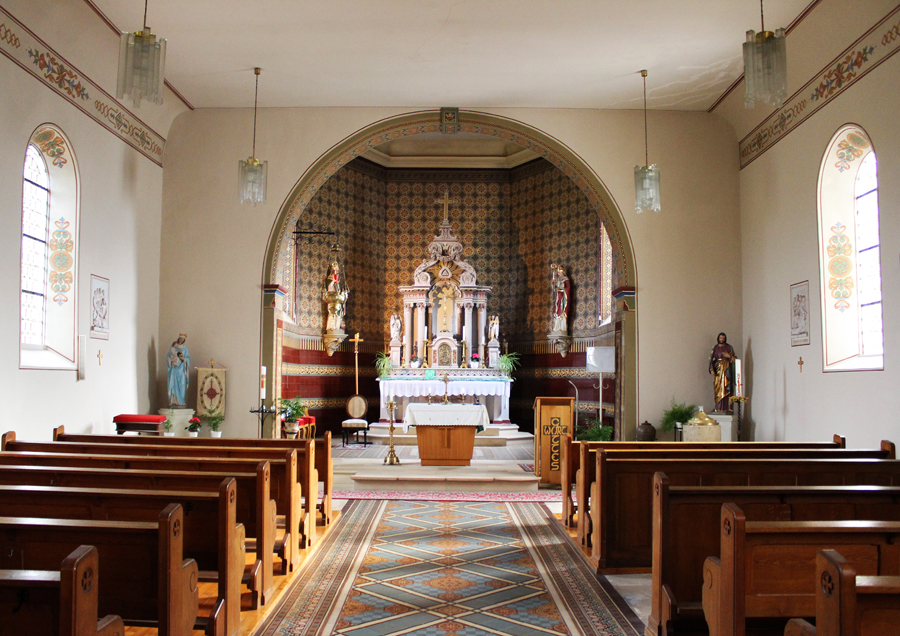
Blick ins Innere der Kirche

Bei der Kirche St. Remigius in Leidingen handelt es sich um eine barocke Saalkirche. Das Gebäude gliedert sich in ein dreiachsiges Langhaus, das in einen dreiseitigen, polygonalen Chor übergeht, an den wiederum ein Sakristeianbau angefügt ist, sowie den westlich an das Langhaus gestellten Turm.
Auffällig am Kirchturm ist seine Haube. Es handelt sich um eine Zwiebelhaube mit doppelstöckiger Laterne, die Ähnlichkeiten mit Hauben bei Saarbrücker Stengel-Kirchen aufweisen.
Die Außenfassade der Kirche ist schlicht gestaltet. Die giebelständige Nordfassade, in der sich auch das Eingangsportal befindet, besitzt im Giebeldreieck innerhalb der Dachschrägen in der Mitte ein rundes Fenster. Eine Reihe aus drei Rundbogenfenstern verläuft direkt über dem Portal. Die Fenster im Langhaus und im Chor sind ebenfalls Rundbogenfenster. Das Portal der Kirche besteht aus einer zweitürigen Eingangspforte. Eingehängt sind die Türen in ein Rundbogenportal.
Zur Ausstattung der Kirche gehören farbige Fliesen von Villeroy & Boch an den Wänden des Chorraums und auf dem Fußboden. Der Innenraum hat eine flache Decke, die Wände sind weiß gestrichen.
Hinter der Kirche befindet sich eine Lourdesgrotte.

## Orgel

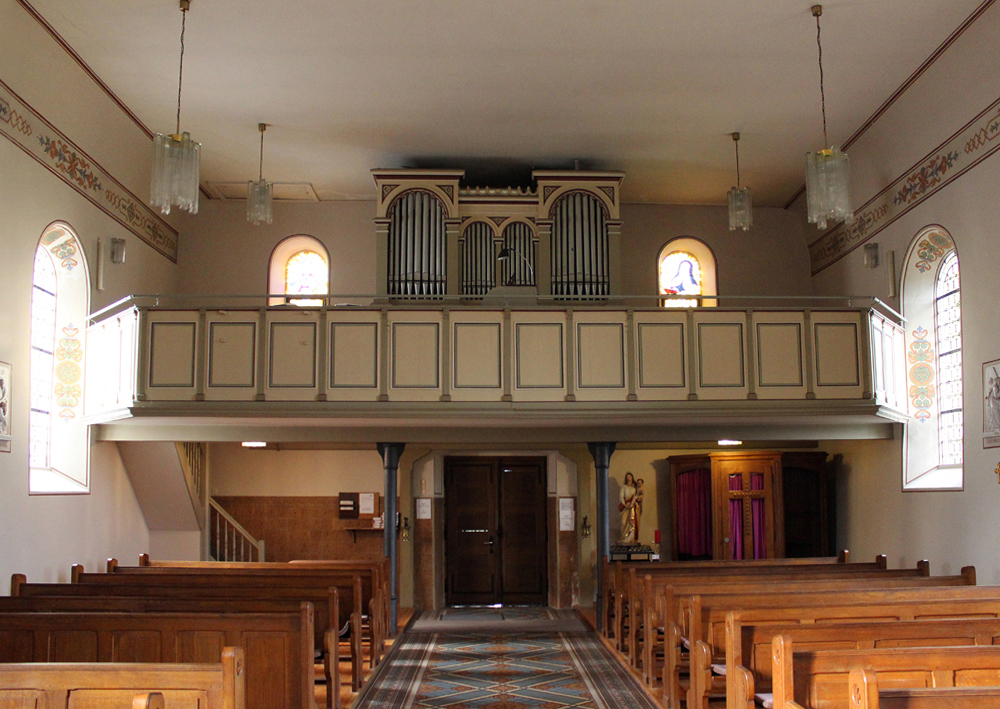
Blick zur Orgelempore

Die Orgel der Kirche wurde im Jahr 1900 von der französischen Orgelbaufirma Dalstein & Haerpfer (Boulay) erbaut. Das Kegelladen-Instrument ist auf einer Empore aufgestellt und verfügt über 10 (11) Register, verteilt auf ein Manual und ein Pedal. Die Spiel- und Registertraktur ist pneumatisch. Die Disposition lautet wie folgt:
| I Hauptwerk C–f3 |            |     |
| 1.               | Bourdon    | 16′ |
| 2.               | Prinzipal  | 8′  |
| 3.               | Flöte      | 8′  |
| 4.               | Gamba      | 8′  |
| 5.               | Salicional | 8′  |
| 6.               | Gedackt    | 8′  |
| 7.               | Octav      | 4′  |
| 8.               | Flöte      | 4′  |
| 9.               | Octav      | 2′  |

| Pedal C–d1 |                             |     |
| 10.        | Subbass                     | 16′ |
|            | Zartbass (Windabschwächung) | 16′ |

- Koppeln:
  - Normalkoppeln: I/P
  - Superoktavkoppeln: I/I
- Spielhilfen: Piano, Forte